# 林利斯哥侯爵
林利思戈侯爵（Marquess of Linlithgow） ，英国贵族，1902年授于首任澳大利亚总督约翰·阿德里安·路易斯·霍普，第七代霍普敦伯爵。他的儿子是印度总督维克托·霍普。
林利思戈侯爵头衔包括霍普敦伯爵 Earl of Hopetoun（苏格兰，1703年）, 艾斯莱 子爵Viscount Aithrie（苏格兰，1703年）, 霍普勋爵 Lord Hope（苏格兰，1703年）, 霍普敦男爵 Baron Hopetoun（英国，1809年），和尼德里男爵 Baron Niddry（英国，1814年）。他还兼新斯科舍的从男爵爵位。

## 霍普敦伯爵（Earls of Hopetoun，1703年）
- 查尔斯·霍普，第一代霍普敦伯爵（1681年－1742年）
- 约翰·霍普，第二代霍普敦伯爵（1704年－1781年）
- 詹姆斯·霍普-约翰斯通，第三代霍普敦伯爵（1741年－1816年）
- 约翰·霍普，第四代霍普敦伯爵（1765年－1823年）
- 约翰·霍普，第五代霍普敦伯爵（1803年－1843年）
- 约翰·亚历山大·霍普，第六代霍普敦伯爵（1831年－1873年）
- 约翰·阿德里安·路易斯·霍普，第七代霍普敦伯爵（1860年－1908年）（1902年成为林利思戈侯爵）

## 林利思戈侯爵（Marquesses of Linlithgow，1902年）
- 約翰·霍普，第一代林利思戈侯爵（1860年－1908年）
- 維克托·霍普，第二代林利思戈侯爵（1887年－1952年）
- 查尔斯·威廉·弗雷德里克·霍普，第三代林利思戈侯爵（1912年－1987年）
- 阿德里安·约翰·查尔斯·霍普，第四代林利思戈侯爵（生于1946年）

第四代林利思戈侯爵之子，霍普敦伯爵安德鲁·维克托·霍普（生于1969年）
霍普敦伯爵之子艾斯莱子爵查尔斯·霍普（生于2001年7月25日）

## 其他
- 格伦德万男爵（Baron Glendevon）